# オーバーイメージ
『オーバーイメージ』は、遊佐真弘による日本のライトノベル。イラストはさんた茉莉が担当。第7回MF文庫Jライトノベル新人賞佳作受賞作。MF文庫J（メディアファクトリー）より2011年12月から2013年5月まで刊行された。「みんなで選ぶベストラノベ2011」では新人部門で8位を獲得している。
メディアミックスとして、『月刊コミックアライブ』（同）にてちび丸によるコミカライズが2012年9月号から2013年7月号まで刊行された。

## 登場人物
真白 彩（ましろ さい）
本作の主人公。高校1年生。願いを叶えるために戦うゲーム『オーバーイメージ』に巻き込まれる。
ミラピリカ・スタッカート
本作のメインヒロイン。彩のクラスに転校してきた少女。『オーバーイメージ』の参加者で、彩を仲間にしようとする。魅黒のことを狙っているらしい。
魅影 魅黒（みかげ みくろ）
小学生のような外見の高校2年生。いつも他者を拒絶していて、『氷の女王』の異名をもつ。どうやら彩のことを知っているようだ。
紀無 玉求（きなし たまき）
彩の幼馴染。小動物っぽい雰囲気をもつ。巨乳。

## 既刊一覧

### 小説
- 小岩井蓮二（著）・鳴瀬ひろふみ（イラスト）、メディアファクトリー〈MF文庫J〉、全4巻
  - 『オーバーイメージ 金色反鏡』、2011年12月31日初版第一刷発行（12月22日発売[4]）、ISBN 978-4-8401-4337-0
  - 『オーバーイメージ2 漆黒鋭剣』、2012年6月30日初版第一刷発行（6月22日発売[5]）、ISBN 978-4-8401-4600-5
  - 『オーバーイメージ3 人間失核』、2013年1月31日初版第一刷発行（1月25日発売[6]）、ISBN 978-4-8401-4972-3
  - 『オーバーイメージ4 終結消失』、2013年5月31日初版第一刷発行（5月23日発売[7]）、ISBN 978-4-04-066751-5

### 漫画
- 小岩井蓮二（原作）・鳴瀬ひろふみ（キャラクター原案）・ちび丸（作画） 『オーバーイメージ』 メディアファクトリー〈MFコミックス アライブシリーズ〉、全2巻
  1. 2013年1月23日初版第一刷発行（同日発売[8]）、ISBN 978-4-8401-4783-5
  2. 2013年6月22日初版第一刷発行（同日発売[9]）、ISBN 978-4-8401-5071-2